# Tijdbeperkt eten

Tijdbeperkt eten is een schema dat een vast voedingsvenster (wanneer alle calorieën worden geconsumeerd) combineert met een dagelijkse vastenperiode (wanneer er geen calorieën worden geconsumeerd).

Tijdbeperkt eten is een vorm van intermitterend vasten die de voedselinname beperkt tot een dagelijks eetvenster van een aantal uren (bijvoorbeeld van 13u tot 19u). Buiten het venster worden enkel calorievrije dranken genuttigd, zoals water, zwarte koffie of zwarte thee. Zonder zoetstoffen of smaakjes, omdat deze leiden tot CPIR (Cephalic Phase Insulin Response), met andere woorden insuline vrij geeft. Onderzoek wijst uit dat een dergelijk dieet gunstige effecten heeft op het lichaamsgewicht en op het metabolisme, onder meer door het verminderen van oxidatieve stress en insulineresistentie, maar er zijn nog nauwelijks gerandomiseerde studies die dit nagaan op langere termijn.

## Werking
In een regime van tijdbeperkt eten wordt niet voorgeschreven wat of hoeveel men mag eten, maar wanneer. Het is gebaseerd op het idee van metabole omschakeling, waarbij glucose en andere op suiker gebaseerde energievoorraden worden opgebruikt zodat het lichaam vetreserves aanspreekt bij een laag niveau van ketose. Bedoeling is ook om de toegang tot voedsel te koppelen aan het circadiaan ritme. Verschillende types worden onderzocht en toegepast, zoals 16:8-, 18:6- en 20:4-vasten of zelfs 23-1 (één maaltijd per dag). 
In een klinisch onderzoek bij obese personen werd vastgesteld dat tien weken op een zesurig of vierurig eetvenster leidde tot gemiddeld 3% gewichtsverlies, naast verbetering van metabolische parameters. Nadelige effecten zoals hongergevoel, duizeligheid en hoofdpijn waren mild en grotendeels beperkt tot het begin van de studie. Johns Hopkins Medicine is van oordeel dat twee weken tijdbeperkt eten bescherming kan bieden tegen obesitas, diabetes en neurologische aandoeningen. In een drie maanden durende studie zag de cardioloog Pam Taub dat deelnemers 3% van hun gewicht verloren en 4% van hun visceraal buikvet. Bij dieren is vastgesteld dat tijdbeperkt eten de levensduur verlengt, maar bij mensen zijn er nog geen langetermijnstudies die dit bevestigen.
Een studie over twaalf maanden vond geen verschil in gewichtsverlies tussen een groep die tijdbeperkt at (8u-16u) en een groep die dat niet deed, maar eenzelfde aantal calorieën verorberde. Ook inzake taille-omtrek en lichaamsvet waren er geen verschillen, noch in risicofactoren als bloedglucose, bloeddruk e.d. Beide groepen verloren gewicht, maar dat lijkt dus grotendeels toe te schrijven aan de caloriebeperking op zich.

## Religieuze toepassingen
Historisch wordt tijdbeperkt eten beoefend in verschillende religies. Moslims vasten van zonsopgang tot zonsondergang tijdens de maand Ramadan. In de joodse godsdienst zijn er individuele en gemeenschappelijke vastendagen, die vaak lopen van zonsopgang tot zonsondergang. Vastende boeddhisten onthouden zich doorgaans van eten van de middag tot zonsopgang. 